# 囲碁指南
『囲碁指南』はヘクトが発売した一連のシリーズで、シリーズ共通でファミリーコンピュータ用ソフト。

## 概要
今作は2つのモードがあり、1つは名局の観戦を自動、もう1つ手動で動かすことができる、2級までの初級、4級～2段まで中級と有段者用の上級で構成されている棋力の判定を行うことができる。棋譜の種類は各シリーズによって違う。

## 囲碁指南
1989年7月14日発売。
- 古典=21
- 現代=21
- 置碁=21

## 囲碁指南’91
1991年7月5日発売新たに近代を追加だが、判定の方は初級が消されている。
- 古典=30
- 近代=20
- 現代=40
- 置碁=20

## 囲碁指南’92
1992年3月10日発売。古典、近代を消して、新たに過去の棋士である道策、秀策、秀哉を追加。
- 道策=20
- 秀策=20
- 秀哉=20
- 現代=37
- 置碁=25

## 囲碁指南’93
1992年11月20日発売。前作の道策、秀策、秀哉、置碁が無くなり、新たに過去の棋士である丈和、秀和、秀甫、秀栄が追加された。
- 現代=36
- 丈和=24
- 秀和=23
- 秀甫=27
- 秀栄=25

## 囲碁指南’94
1993年12月17日発売で、囲碁指南最終作であり、ヘクト最後のファミコン用ソフトでもある。前作の丈和、秀和、秀甫、秀栄が無くなり、新たに過去の棋士である道知、道的、因碩、元丈が追加された。
- 現代=38
- 道知=28
- 道的=10
- 因碩=15
- 元丈=28